# سیدوروفسکایا
سیدوروفسکایا (به لاتین: Sidorovskaya) یک منطقهٔ مسکونی در روسیه است که در استان آرخانگلسک واقع شده‌است.